# Цикл женских турниров ITF 2009 (октябрь — декабрь)
Цикл женских турниров ITF 2009 (англ. 2009 ITF Women's Circuit) — ежегодный женский тур профессиональных теннисистов, проводимый Международной федерацией тенниса.
Статья содержит результаты последней четверти года — с октября по декабрь.

## Расписание

### Легенда
| Призовой фонд |
| 100.000 USD   |
| 75.000 USD    |
| 50.000 USD    |
| 25.000 USD    |
| 10.000 USD    |

### Октябрь
| Дата начала | Турнир                                                                                          | Чемпионки (Счёт финала)                                 | Финалистки                                                    |
| ----------- | ----------------------------------------------------------------------------------------------- | ------------------------------------------------------- | ------------------------------------------------------------- |
| 5 октября   | Анталья, Турция $10,000 — Грунт Турнир 2009                                                     | Нанули Пипия 6-4 4-6 7-6(4)                             | Магали де Латтре                                              |
| 5 октября   | Анталья, Турция $10,000 — Грунт Турнир 2009                                                     | Михаэла Бузарнеску Катерина Ванькова 6-1 6-1            | Магали де Латтре Фатима Эль Аллами                            |
| 5 октября   | Фоджа, Италия $10,000 — Грунт Турнир 2009                                                       | Анна-Джулия Ремондина 7-5 1-6 7-6(6)                    | Клаудиа Джовине                                               |
| 5 октября   | Фоджа, Италия $10,000 — Грунт Турнир 2009                                                       | Джола Барбьери Анастасия Гримальская 6-4 4-6 [10-2]     | Аличе Морони Анна-Джулия Ремондина                            |
| 5 октября   | Лес-Франкесес-дель-Вальес, Испания $10,000 — Хард Турнир 2009                                   | Ирина Рамьялизон 3-6 6-4 6-4                            | Синди Шала                                                    |
| 5 октября   | Лес-Франкесес-дель-Вальес, Испания $10,000 — Хард Турнир 2009                                   | Химена Эрмосо Гарбинье Мугуруса-Бланко 6-2 6-2          | Ефрат Мишор Анна Цая                                          |
| 5 октября   | Ноида, Индия $10,000 — Хард Турнир 2009                                                         | Пуяшри Венкатеша 6-4 6-0                                | Моэ Каватоко                                                  |
| 5 октября   | Ноида, Индия $10,000 — Хард Турнир 2009                                                         | Моэ Каватоко Мики Миямура 6-1 4-6 [10-5]                | Санаа Бхамбри Пуяшри Венкатеша                                |
| 5 октября   | Уильямсберг, США $10,000 — Грунт Турнир 2009                                                    | Беатрис Капра 6-2 6-1                                   | Яна Королёва                                                  |
| 5 октября   | Уильямсберг, США $10,000 — Грунт Турнир 2009                                                    | Ана-Мария Мора Гира Шофилд 3-6 6-0 [10-6]               | Ангелина Габуева Светлана Кривенчева                          |
| 5 октября   | Лимож, Франция $25,000 — Хард Турнир 2009                                                       | Клер Фёэрстен 6-0 5-7 6-3                               | Анаис Лорендон                                                |
| 5 октября   | Лимож, Франция $25,000 — Хард Турнир 2009                                                       | Елена Чалова Оксана Калашникова 4-6 6-3 [10-4]          | Флоранс Арин Виолетта Юк                                      |
| 5 октября   | Мехико, Мексика $25,000 — Хард Турнир 2009                                                      | Фредерика Пиедаде 6-1 6-2                               | Марина Хираль Лорес                                           |
| 5 октября   | Мехико, Мексика $25,000 — Хард Турнир 2009                                                      | Мария-Фернанда Альварес-Теран Фредерика Пиедаде 6-3 6-4 | Карен Эмилия Кастибланко Дуарте Алина Жидкова                 |
| 5 октября   | Маунт-Гамбир, Австралия $25,000 — Хард Турнир 2009                                              | Саша Джонс 4-6 6-4 6-3                                  | Алисия Молик                                                  |
| 5 октября   | Маунт-Гамбир, Австралия $25,000 — Хард Турнир 2009                                              | Оливия Роговска Эмили Уэбли-Смит 6-1 5-7 [10-7]         | Эрика Сэма Юрика Сэма                                         |
| 5 октября   | Подгорица, Черногория $25,000 — Грунт Турнир 2009                                               | Рената Ворачова 7-5 2-1 — отказ                         | Ана Тимотич                                                   |
| 5 октября   | Подгорица, Черногория $25,000 — Грунт Турнир 2009                                               | Николь Клерико Каролина Косиньская 6-7(4) 6-4 [10-4]    | Каролина Йованович Теодора Мирчич                             |
| 5 октября   | Барнстапл, Великобритания $50,000 — Хард Турнир 2009                                            | Юханна Ларссон 6-2 6-2                                  | Полин Пармантье                                               |
| 5 октября   | Барнстапл, Великобритания $50,000 — Хард Турнир 2009                                            | Юханна Ларссон Анна Смит 7-5 6-4                        | Келли Андерсон Эмма Лайне                                     |
| 5 октября   | Трой, США $50,000 — Хард Турнир 2009                                                            | Алисон Риск 6-4 2-6 7-5                                 | Кристина Макхейл                                              |
| 5 октября   | Трой, США $50,000 — Хард Турнир 2009                                                            | Петра Рампре Николь Роттманн 6-3 3-6 [10-8]             | Хорхелина Краверо Эдина Галловиц                              |
| 5 октября   | Джуния, Ливан $75,000 — Грунт Турнир 2009                                                       | Александра Дулгеру 3-6 6-3 6-4                          | Зузана Кучова                                                 |
| 5 октября   | Джуния, Ливан $75,000 — Грунт Турнир 2009                                                       | Мария Корытцева Дарья Кустова 6-3 6-4                   | Екатерина Деголевич Юлиана Федак                              |
| 5 октября   | Открытый чемпионат Японии Токио, Япония $100,000 — Хард Турнир 2009                             | Жюли Куэн 7-6(6) 4-6 7-6(6)                             | Ольга Савчук                                                  |
| 5 октября   | Открытый чемпионат Японии Токио, Япония $100,000 — Хард Турнир 2009                             | Чжань Юнжань Аюми Морита 6-2 6-4                        | Кимико Датэ-Крумм Рика Фудзивара                              |
| 12 октября  | Анталья, Турция $10,000 — Грунт Турнир 2009                                                     | Мария-Тереса Торро-Флор 6-0 6-3                         | Анна Орлик                                                    |
| 12 октября  | Анталья, Турция $10,000 — Грунт Турнир 2009                                                     | Чагла Бююкакчай Альбина Хабибулина 2-6 7-5 [10-7]       | Аманда Каррерас Валентина Канфалоньери                        |
| 12 октября  | Бауру, Бразилия $10,000 — Грунт Турнир 2009                                                     | Вероника Сепеде Роиг 6-0 6-3                            | Вивиан Сеньини                                                |
| 12 октября  | Бауру, Бразилия $10,000 — Грунт Турнир 2009                                                     | Вероника Спигель Эмилия Йорио 6-4 6-3                   | Моника Альбукерке Роксана Вайсемберг                          |
| 12 октября  | Кливленд, США $10,000 — Грунт Турнир 2009                                                       | Джейми Хэмптон 6-4 6-1                                  | Кайли Макфиллипс                                              |
| 12 октября  | Кливленд, США $10,000 — Грунт Турнир 2009                                                       | Джейми Хэмптон Грейс Мин 6-1 6-2                        | Таракаа Бертран Элизабет Люмпкин                              |
| 12 октября  | Дубровник, Хорватия $10,000 — Грунт Турнир 2009                                                 | Александра Крунич 6-0 6-3                               | Карин Маргосова                                               |
| 12 октября  | Дубровник, Хорватия $10,000 — Грунт Турнир 2009                                                 | Михаэла Гончова Карин Маргосова 6-4 3-6 [10-6]          | Эмили Баке Наташа Зорич                                       |
| 12 октября  | Харьков, Украина $10,000 — Ковёр(i) Турнир 2009                                                 | Людмила Киченок 6-7(2) 6-3 6-2                          | Надежда Киченок                                               |
| 12 октября  | Харьков, Украина $10,000 — Ковёр(i) Турнир 2009                                                 | Людмила Киченок Надежда Киченок 2-6 6-2 [10-3]          | Вероника Капшай Ирина Кузьмина                                |
| 12 октября  | Мехико, Мексика $10,000 — Хард Турнир 2009                                                      | Макол Харкинс 7-5 6-4                                   | Паула Сабала                                                  |
| 12 октября  | Мехико, Мексика $10,000 — Хард Турнир 2009                                                      | Доминика Дискова Даниэла Муньос Гальегос Без игры       | Андреа Кох Бенвенуто Паула Сабала                             |
| 12 октября  | Митилини, Греция $10,000 — Хард Турнир 2009                                                     | Джоселин Рэй 6-2 6-1                                    | Джада Уиндли                                                  |
| 12 октября  | Митилини, Греция $10,000 — Хард Турнир 2009                                                     | Ольга Брозда Юстина Егёлка 6-4 6-4                      | Джоселин Рэй Джада Уиндли                                     |
| 12 октября  | Пуна, Индия $10,000 — Хард Турнир 2009                                                          | Мики Миямура 6-3 6-3                                    | Эллоди Рогж-Дитрих                                            |
| 12 октября  | Пуна, Индия $10,000 — Хард Турнир 2009                                                          | Моэ Каватоко Мики Миямура 6-0 6-3                       | Санаа Бхамбри Рушми Чакраварти                                |
| 12 октября  | Сеттимо-Сан-Пьетро, Италия $10,000 — Грунт Турнир 2009                                          | Элиза Бальзамо 6-4 6-1                                  | Стефания Кьеппа                                               |
| 12 октября  | Сеттимо-Сан-Пьетро, Италия $10,000 — Грунт Турнир 2009                                          | Джулия Гатто-Монтиконе Федерика Кверча 6-2 7-5          | Джулия Гаспарри Элиза Салис                                   |
| 12 октября  | Лагос, Нигерия $25,000 — Хард Турнир 2009                                                       | Зузана Кучова 6-3 7-5                                   | Анна Герасиму                                                 |
| 12 октября  | Лагос, Нигерия $25,000 — Хард Турнир 2009                                                       | Нина Братчикова Анна Герасиму 7-6(3) 7-6(1)             | Анна Бражникова Анастасия Мухаметова                          |
| 12 октября  | Порт-Пири, Австралия $25,000 — Хард Турнир 2009                                                 | Саша Джонс 3-6 6-1 7-5                                  | Алисия Молик                                                  |
| 12 октября  | Порт-Пири, Австралия $25,000 — Хард Турнир 2009                                                 | Эрика Сэма Юрика Сэма 6-1 5-7 [10-6]                    | Бояна Бобушич Алёнка Губачек                                  |
| 12 октября  | Жуэ-ле-Тур, Франция $50,000 — Хард(i) Турнир 2009                                               | София Арвидссон 6-2 7-6(7)                              | Елена Докич                                                   |
| 12 октября  | Жуэ-ле-Тур, Франция $50,000 — Хард(i) Турнир 2009                                               | Юлия Федосова Селима Сфар 4-6 6-0 [10-8]                | Стефани Коэн-Алоро Орели Веди                                 |
| 12 октября  | Канзас-Сити, США $50,000 — Хард Турнир 2009                                                     | Регина Куликова 6-4 6-1                                 | Валери Тетро                                                  |
| 12 октября  | Канзас-Сити, США $50,000 — Хард Турнир 2009                                                     | Лилия Остерло Анна Татишвили 6-0 6-3                    | Джулия Босеруп Лора Гренвилл                                  |
| 12 октября  | Мадрид, Испания $50,000 — Грунт Турнир 2009                                                     | Анна Флорис 6-1 6-3                                     | Дия Евтимова                                                  |
| 12 октября  | Мадрид, Испания $50,000 — Грунт Турнир 2009                                                     | Дарья Кустова Рената Ворачова 6-2 6-2                   | Екатерина Иванова Арина Родионова                             |
| 19 октября  | Анталья, Турция $10,000 — Грунт Турнир 2009                                                     | Кристина Дину 6-4 6-3                                   | Анна Орлик                                                    |
| 19 октября  | Анталья, Турция $10,000 — Грунт Турнир 2009                                                     | Анна Орлик Катерина Ванькова 6-3 6-0                    | София Ковалец Катерина Козлова                                |
| 19 октября  | Белу-Оризонти, Бразилия $10,000 — Грунт Турнир 2009                                             | Роксана Вайсемберг 6-4 4-6 6-4                          | Вероника Спигель                                              |
| 19 октября  | Белу-Оризонти, Бразилия $10,000 — Грунт Турнир 2009                                             | Моника Альбукерке Роксана Вайсемберг 6-7(4) 6-1 [14-12] | Вероника Спигель Эмилия Йорио                                 |
| 19 октября  | Дубровник, Хорватия $10,000 — Грунт Турнир 2009                                                 | Матея Межак 0-6 7-5 7-6(4)                              | Река-Луца Яни                                                 |
| 19 октября  | Дубровник, Хорватия $10,000 — Грунт Турнир 2009                                                 | Река-Луца Яни Конни Перрен 6-2 6-3                      | Матея Чутура Доротея Кралевич                                 |
| 19 октября  | Претория, ЮАР $10,000 — Хард Турнир 2009                                                        | Ирина Рамьялизон 7-5 6-2                                | Пия Суомолайнен                                               |
| 19 октября  | Претория, ЮАР $10,000 — Хард Турнир 2009                                                        | Зина Хаас Пия Суомолайнен 7-6(2) 6-0                    | Луция Коварчикова Зузана Лингова                              |
| 19 октября  | Санта-Крус-де-ла-Сьерра, Боливия $10,000 — Грунт Турнир 2009                                    | Вероника Сепеде Роиг 6-2 6-2                            | Вивиан Сеньини                                                |
| 19 октября  | Санта-Крус-де-ла-Сьерра, Боливия $10,000 — Грунт Турнир 2009                                    | Лусия Хара-Лосано Клаудиа Россето 7-5 6-2               | Амира Пировани Белен Ривера                                   |
| 19 октября  | Севилья, Испания $10,000 — Грунт Турнир 2009                                                    | Лара Арруабаррена 6-1 6-2                               | Неда Козич                                                    |
| 19 октября  | Севилья, Испания $10,000 — Грунт Турнир 2009                                                    | Сара дель Баррио-Арагон Николетта ван Эйтерт 6-3 6-4    | Ким Килсдонк Маркелла Кук                                     |
| 19 октября  | Салоники, Греция $10,000 — Грунт Турнир 2009                                                    | Ольга Брозда 5-7 6-1 6-2                                | Таня Германлиева                                              |
| 19 октября  | Салоники, Греция $10,000 — Грунт Турнир 2009                                                    | Диана Энаке Камелия-Елена Христя 5-7 6-4 [11-9]         | Ольга Брозда Юстина Егёлка                                    |
| 19 октября  | Глазго, Великобритания $10,000 — Хард Турнир 2009                                               | Юханна Ларссон 6-1 1-6 6-3                              | Мелани Саут                                                   |
| 19 октября  | Глазго, Великобритания $10,000 — Хард Турнир 2009                                               | Эмма Лайне Мелани Саут 6-3 6-2                          | Эвелин Майр Юлия Майр                                         |
| 19 октября  | Лагос, Нигерия $25,000 — Хард Турнир 2009                                                       | Зузана Кучова 6-0 7-6(5)                                | Нина Братчикова                                               |
| 19 октября  | Лагос, Нигерия $25,000 — Хард Турнир 2009                                                       | Нина Братчикова Анна Герасиму 6-4 7-5                   | Чен Астрого Керен Шломо                                       |
| 19 октября  | Сен-Рафаэль, Франция $50,000 — Хард Турнир 2009                                                 | Полин Пармантье 7-6(4) 6-2                              | Сандра Заглавова                                              |
| 19 октября  | Сен-Рафаэль, Франция $50,000 — Хард Турнир 2009                                                 | Клер Фёэрстен Стефани Форетц 7-6(4) 7-5                 | Маргалита Чахнашвили Сильвия Солер-Эспиноса                   |
| 26 октября  | Форталеза, Бразилия $10,000 — Грунт Турнир 2009                                                 | Роксана Вайсемберг 6-4 7-6(5)                           | Вивиан Сеньини                                                |
| 26 октября  | Форталеза, Бразилия $10,000 — Грунт Турнир 2009                                                 | Наталья Росси Эмилия Йорио 1-6 6-1 [10-6]               | Ракель Пилтчер Роксана Вайсемберг                             |
| 26 октября  | Монастир, Тунис $10,000 — Хард Турнир 2009                                                      | Элизе Тамаэла 6-2 6-2                                   | Унс Джабир                                                    |
| 26 октября  | Монастир, Тунис $10,000 — Хард Турнир 2009                                                      | Элизе Тамаэла Николь Тейссен 6-1 5-7 [10-4]             | Нур Аббас Унс Джабир                                          |
| 26 октября  | Претория, ЮАР $10,000 — Хард Турнир 2009                                                        | Шанель Симмондс 6-1 6-0                                 | Давиния Лоббингер                                             |
| 26 октября  | Претория, ЮАР $10,000 — Хард Турнир 2009                                                        | Эрика Крисан Вельма Лус 6-1 6-4                         | Мартина Качотти Николь Клерико                                |
| 26 октября  | Сан-Кугат-дель-Вальес, Испания $10,000 — Грунт Турнир 2009                                      | Бенедетта Давато 6-2 3-6 6-1                            | Николетта ван Эйтерт                                          |
| 26 октября  | Сан-Кугат-дель-Вальес, Испания $10,000 — Грунт Турнир 2009                                      | Джулия Гатто-Монтиконе Федерика Кверча 6-2 6-2          | Маргарита Лазарева Анастасия Литовченко                       |
| 26 октября  | Стокгольм, Швеция $10,000 — Хард Турнир 2009                                                    | Людмила Киченок 6-3 6-3                                 | Марта Сироткина                                               |
| 26 октября  | Стокгольм, Швеция $10,000 — Хард Турнир 2009                                                    | Людмила Киченок Надежда Киченок 6-3 6-1                 | Александра Артамонова Лидия Морозова                          |
| 26 октября  | Тель-Авив, Израиль $10,000 — Хард Турнир 2009                                                   | Керен Шломо 5-7 6-4 7-5                                 | Полина Родионова                                              |
| 26 октября  | Тель-Авив, Израиль $10,000 — Хард Турнир 2009                                                   | Чен Астрого Керен Шломо 6-7(5) 6-4 [10-7]               | Майя Гаверова Анна Рапопорт                                   |
| 26 октября  | Вила-Реал-де-Санту-Антониу, Португалия $10,000 — Грунт Турнир 2009                              | Натали Пикьон 6-3 7-5                                   | Кинни Лесне                                                   |
| 26 октября  | Вила-Реал-де-Санту-Антониу, Португалия $10,000 — Грунт Турнир 2009                              | Клер Лабланс Кинни Лесне 6-4 7-6(4)                     | Инна Соколова Ярослава Жищенко                                |
| 26 октября  | Волос, Греция $10,000 — Ковёр Турнир 2009                                                       | Джулия Гаспарри 7-6(2) 6-2                              | Юстина Егёлка                                                 |
| 26 октября  | Волос, Греция $10,000 — Ковёр Турнир 2009                                                       | Ольга Брозда Юстина Егёлка 4-6 6-4 [10-7]               | Таня Германлиева Дессислава Младенова                         |
| 26 октября  | Баямон, Пуэрто-Рико $25,000 — Хард Турнир 2009                                                  | Росана де лос Риос 6-3 6-4                              | Мирьяна Лучич                                                 |
| 26 октября  | Баямон, Пуэрто-Рико $25,000 — Хард Турнир 2009                                                  | Кимберли Куц Хейди Эль Табах 6-3 6-1                    | Мария-Фернанда Альварес-Теран Карен Эмилия Кастибланко Дуарте |
| 26 октября  | Стамбул, Турция $25,000 — Хард Турнир 2009                                                      | Марет Ани 7-5 6-7(5) 6-2                                | Юханна Ларссон                                                |
| 26 октября  | Стамбул, Турция $25,000 — Хард Турнир 2009                                                      | Нина Братчикова Ксения Палкина Без игры                 | Петра Цетковская Рената Ворачова                              |
| 26 октября  | Вьеннский международный женский теннисный турнир Пуатье, Франция $100,000 — Хард(i) Турнир 2009 | Елена Докич 6-4 6-4                                     | София Арвидссон                                               |
| 26 октября  | Вьеннский международный женский теннисный турнир Пуатье, Франция $100,000 — Хард(i) Турнир 2009 | Жюли Куэн Мари-Эв Пеллетье 6-3 3-6 [10-3]               | Марта Домаховска Михаэлла Крайчек                             |
| 26 октября  | Internazionali Di Tennis Val Gardena/SudTirol Ортизеи, Италия $100,000 — Ковёр(i) Турнир 2009   | Барбора Заглавова-Стрыцова 7-6(1) 6-3                   | Клара Закопалова                                              |
| 26 октября  | Internazionali Di Tennis Val Gardena/SudTirol Ортизеи, Италия $100,000 — Ковёр(i) Турнир 2009   | Тимея Бачински Татьяна Гарбин 6-2 6-2                   | Галина Воскобоева Барбора Заглавова-Стрыцова                  |

### Ноябрь
| Дата начала | Турнир                                                                         | Чемпионки (Счёт финала)                                      | Финалистки                                  |
| ----------- | ------------------------------------------------------------------------------ | ------------------------------------------------------------ | ------------------------------------------- |
| 2 ноября    | Богота, Колумбия $10,000 — Грунт Турнир 2009                                   | Андреа Кох Бенвенуто 7-6(5) 6-4                              | Юлиана Лисарасо                             |
| 2 ноября    | Богота, Колумбия $10,000 — Грунт Турнир 2009                                   | Карен Эмилия Кастибланко Дуарте Андреа Кох Бенвенуто 6-3 6-1 | Юлиана Лисарасо Паула Сабала                |
| 2 ноября    | Буэнос-Айрес, Аргентина $10,000 — Грунт Турнир 2009                            | Паула Ормаэчеа 6-4 3-6 6-2                                   | Вероника Спигель                            |
| 2 ноября    | Буэнос-Айрес, Аргентина $10,000 — Грунт Турнир 2009                            | Лусиана Сарменти Эмилия Йорио 6-2 6-2                        | Ана-Клара Дуарте Аранса Салют               |
| 2 ноября    | Эль Менза, Тунис $10,000 — Хард Турнир 2009                                    | Анна Пивень 6-1 6-2                                          | Элизе Тамаэла                               |
| 2 ноября    | Эль Менза, Тунис $10,000 — Хард Турнир 2009                                    | Элизе Тамаэла Николь Тейссен 6-4 6-1                         | Барбара Собашкевич Сильвия Загорская        |
| 2 ноября    | Кучинг, Малайзия $10,000 — Хард Турнир 2009                                    | Лавиния Тананта 6-1 7-5                                      | Джесси Ромпис                               |
| 2 ноября    | Кучинг, Малайзия $10,000 — Хард Турнир 2009                                    | Лавиния Тананта Романа Теджакусума 6-2 7-5                   | Хан Сон Хи Кхан Со Кхюн                     |
| 2 ноября    | Мальорка, Испания $10,000 — Грунт Турнир 2009                                  | Сандра Солер-Сола 3-6 6-4 6-2                                | Ромина Опранди                              |
| 2 ноября    | Мальорка, Испания $10,000 — Грунт Турнир 2009                                  | Катерина Авдиенко Анастасия Литовченко 6-3 7-6(5)            | Мартина ди Джузеппе Федерика ди Сарра       |
| 2 ноября    | Сандерленд, Великобритания $10,000 — Хард(i) Турнир 2009                       | Тимея Бабош 7-6(2) 6-4                                       | Матея Межак                                 |
| 2 ноября    | Сандерленд, Великобритания $10,000 — Хард(i) Турнир 2009                       | Дженнифер Рен Джессика Рен 3-6 6-4 [10-8]                    | Даниэлла Хармсен Йосанна ван Беннком        |
| 2 ноября    | Рок-Хилл, США $25,000 — Хард Турнир 2009                                       | Саша Джонс 6-0 6-4                                           | Ани Миячика                                 |
| 2 ноября    | Рок-Хилл, США $25,000 — Хард Турнир 2009                                       | Шэрон Фичмен Анна Татишвили 7-6(5) 4-6 [10-3]                | Лорен Альбанезе Джейми Хэмптон              |
| 2 ноября    | Исманинг, Германия $50,000 — Ковёр(i) Турнир 2009                              | Барбора Заглавова-Стрыцова 6-4 4-6 7-6(5)                    | Кристина Барруа                             |
| 2 ноября    | Исманинг, Германия $50,000 — Ковёр(i) Турнир 2009                              | Элени Данилиду Ясмин Вёр 6-2 4-6 [10-5]                      | Екатерина Деголевич Ева Грдинова            |
| 2 ноября    | Нант, Франция $50,000 — Хард(i) Турнир 2009                                    | Аранча Рус 6-3 6-2                                           | Рената Ворачова                             |
| 2 ноября    | Нант, Франция $50,000 — Хард(i) Турнир 2009                                    | Луция Градецкая Михаэла Паштикова 6-4 6-4                    | Владимира Углиржова Рената Ворачова         |
| 2 ноября    | OEC Taipei Ladies Open Тайбэй, Тайвань $100,000 — Хард(i) Турнир 2009          | Чжань Юнжань 6-4 2-6 6-2                                     | Аюми Морита                                 |
| 2 ноября    | OEC Taipei Ladies Open Тайбэй, Тайвань $100,000 — Хард(i) Турнир 2009          | Чжань Юнжань Чжуан Цзяжун 6-3 3-6 [10-7]                     | Яюк Басуки Риза Заламеда                    |
| 9 ноября    | Итажаи, Бразилия $10,000 — Грунт Турнир 2009                                   | Татьяна Буа 6-1 7-5                                          | Ана-Клара Дуарте                            |
| 9 ноября    | Итажаи, Бразилия $10,000 — Грунт Турнир 2009                                   | Ана-Клара Дуарте Фернанда Эрменежильду 3-6 6-2 [10-7]        | Татьяна Буа Карен Эмилия Кастибланко Дуарте |
| 9 ноября    | Джерси, Великобритания $10,000 — Хард(i) Турнир 2009                           | Матея Межак 6-2 6-3                                          | Тимея Бабош                                 |
| 9 ноября    | Джерси, Великобритания $10,000 — Хард(i) Турнир 2009                           | Кики Бертенс Даниэлла Хармсен 7-5 7-5                        | Тимея Бабош Малу Эйдесгард                  |
| 9 ноября    | Гавр, Франция $10,000 — Грунт(i) Турнир 2009                                   | Елица Костова 6-0 6-4                                        | Зина Хаас                                   |
| 9 ноября    | Гавр, Франция $10,000 — Грунт(i) Турнир 2009                                   | Михаэла Бузарнеску Марина Мельникова 6-2 7-6(4)              | Амандин Эсс Ализе Лим                       |
| 9 ноября    | Мальорка, Испания $10,000 — Грунт Турнир 2009                                  | Мартина ди Джузеппе 6-3 6-3                                  | Лаура Поус-Тио                              |
| 9 ноября    | Мальорка, Испания $10,000 — Грунт Турнир 2009                                  | Ромина Опранди Лаура Поус-Тио 7-6(5) 6-2                     | Летисия Костас-Морейра Инес Феррер-Суарес   |
| 9 ноября    | Манила, Филиппины $10,000 — Хард Турнир 2009                                   | Ли Йе-Ра 6-4 6-6 — отказ                                     | Ю Ми                                        |
| 9 ноября    | Манила, Филиппины $10,000 — Хард Турнир 2009                                   | Ким Сун Чун Ли Йе Ра 6-4 4-6 [10-6]                          | Хан На Рэ Ю Ми                              |
| 9 ноября    | Минск, Беларусь $50,000 — Хард(i) Турнир 2009                                  | Анна Лапущенкова 5-7 7-6(3) 6-2                              | Людмила Киченок                             |
| 9 ноября    | Минск, Беларусь $50,000 — Хард(i) Турнир 2009                                  | Людмила Киченок Надежда Киченок 6-3 7-6(7)                   | Весна Манасиева Евгения Родина              |
| 9 ноября    | Финикс, США $50,000 — Хард Турнир 2009                                         | Варвара Лепченко 6-0 6-0                                     | Саша Джонс                                  |
| 9 ноября    | Финикс, США $50,000 — Хард Турнир 2009                                         | Шэрон Фичмен Машона Вашингтон 4-6 6-4 [10-8]                 | Мари-Эв Пеллетье Анна Татишвили             |
| 16 ноября   | Асунсьон, Парагвай $10,000 — Грунт Турнир 2009                                 | Паула Ормаэчеа 4-6 6-4 6-2                                   | Андреа Кох Бенвенуто                        |
| 16 ноября   | Асунсьон, Парагвай $10,000 — Грунт Турнир 2009                                 | Ванеса Фурланетто Андреа Кох Бенвенуто 6-4 2-6 [10-5]        | Ракель Пилтчер Роксана Вайсемберг           |
| 16 ноября   | Экёрдрвиль-Энвиль, Франция $10,000 — Хард(i) Турнир 2009                       | Констанс Сибиль 6-4 6-2                                      | Анника Бек                                  |
| 16 ноября   | Экёрдрвиль-Энвиль, Франция $10,000 — Хард(i) Турнир 2009                       | Элексан Лешемия Констанс Сибиль 6-4 6-3                      | Елица Костова Кинни Лесне                   |
| 16 ноября   | Хёго, Япония $10,000 — Ковёр Турнир 2009                                       | Котоми Такахата 6-2 6-3                                      | Кадзуса Ито                                 |
| 16 ноября   | Хёго, Япония $10,000 — Ковёр Турнир 2009                                       | Йосими Кавасаки Котоми Такахата 6-2 6-2                      | Мая Като Нацуми Йокота                      |
| 16 ноября   | Манила, Филиппины $10,000 — Хард Турнир 2009                                   | Лю Шаочжо 6-1 6-2                                            | Хан Сун Хе                                  |
| 16 ноября   | Манила, Филиппины $10,000 — Хард Турнир 2009                                   | Хан На Рэ Ю Ми 6-0 6-3                                       | Сарина-Мае Аревало Катарина Ленерт          |
| 16 ноября   | Каир, Египет $25,000 — Грунт Турнир 2009                                       | Натали Пикьон 6-3 6-0                                        | Нанули Пипия                                |
| 16 ноября   | Каир, Египет $25,000 — Грунт Турнир 2009                                       | Михаэла Бузарнеску Лора Торп 6-4 6-0                         | Фатма Аль Набхани Галина Фокина             |
| 16 ноября   | Эсперанс, Австралия $25,000 — Хард Турнир 2009                                 | Оливия Роговска 6-1 3-6 6-2                                  | Алисия Молик                                |
| 16 ноября   | Эсперанс, Австралия $25,000 — Хард Турнир 2009                                 | Шеннон Голдс Оливия Роговска 6-1 6-1                         | Изабелла Холланд Салли Пирс                 |
| 16 ноября   | Ополе, Польша $25,000 — Ковёр(i) Турнир 2009                                   | Сандра Заглавова 6-0 6-2                                     | Ана Йованович                               |
| 16 ноября   | Ополе, Польша $25,000 — Ковёр(i) Турнир 2009                                   | Ана Йованович Юстина Оцга 6-4 6-4                            | Людмила Киченок Надежда Киченок             |
| 16 ноября   | Открытый чемпионат Словакии Братислава, Словакия $50,000 — Хард(i) Турнир 2009 | Евгения Родина 6-4 6-2                                       | Рената Ворачова                             |
| 16 ноября   | Открытый чемпионат Словакии Братислава, Словакия $50,000 — Хард(i) Турнир 2009 | София Арвидссон Михаэлла Крайчек 6-3 6-4                     | Татьяна Пучек Арина Родионова               |
| 16 ноября   | Пуна, Индия $50,000 — Хард Турнир 2009                                         | Рика Фудзивара 5-7 6-4 6-3                                   | Бояна Йовановски                            |
| 16 ноября   | Пуна, Индия $50,000 — Хард Турнир 2009                                         | Николь Клерико Анастасия Васильева 4-6 6-3 [13-11]           | Нина Братчикова Ксения Палкина              |
| 16 ноября   | Торонто, Канада $50,000 — Хард(i) Турнир 2009                                  | Камила Джорджи 4-6 6-4 6-0                                   | Анико Капрош                                |
| 16 ноября   | Торонто, Канада $50,000 — Хард(i) Турнир 2009                                  | Морин Дрейк Мариэнн Жодуан 2-3 — отказ                       | Шэрон Фичмен Машона Вашингтон               |
| 23 ноября   | Лима, Перу $10,000 — Грунт Турнир 2009                                         | Карла Лусеро 5-7 6-3 7-5                                     | Вероника Сепеде Роиг                        |
| 23 ноября   | Лима, Перу $10,000 — Грунт Турнир 2009                                         | Сесилия Коста Мельжар Андреа Кох Бенвенуто 6-1 6-3           | Агустина Сол Эскенаси Паула Ормаэчеа        |
| 23 ноября   | Валь-де-Ушо, Испания $10,000 — Грунт Турнир 2009                               | Лора Торп 6-2 6-2                                            | Аманда Каррерас                             |
| 23 ноября   | Валь-де-Ушо, Испания $10,000 — Грунт Турнир 2009                               | Лара Арруабаррена Аманда Каррерас 6-4 3-6 [11-9]             | Йера Кампос-Молина Сандра Солер-Сола        |
| 23 ноября   | Калгурли, Австралия $25,000 — Хард Турнир 2009                                 | Алисия Молик 7-6(6) 6-3                                      | Оливия Роговска                             |
| 23 ноября   | Калгурли, Австралия $25,000 — Хард Турнир 2009                                 | Хейли Эриксен Шеннон Голдс 6-3 4-6 [10-7]                    | Мария Миркович Салли Пирс                   |
| 23 ноября   | Пуэбла-де-Сарагоса, Мексика $25,000 — Хард Турнир 2009                         | Наоми Броуди 7-6(4) 6-3                                      | Айла Томлянович                             |
| 23 ноября   | Пуэбла-де-Сарагоса, Мексика $25,000 — Хард Турнир 2009                         | Аманда Финк Элизабет Люмпкин 6-4 6-7(6) [10-8]               | Мария-Фернанда Алвес Флоренсия Молинеро     |
| 23 ноября   | Dunlop World Challenge Тоёта, Япония $75,000 — Ковёр(i) Турнир 2009            | Кимико Датэ-Крумм 7-5 6-2                                    | Бояна Йовановски                            |
| 23 ноября   | Dunlop World Challenge Тоёта, Япония $75,000 — Ковёр(i) Турнир 2009            | Марина Эракович Тамарин Танасугарн 6-1 6-4                   | Акари Иноуэ Акико Ёнэмура                   |
| 30 ноября   | Гавана, Куба $10,000 — Хард Турнир 2009                                        | Наоми Броуди 6-2 6-0                                         | Яна Королёва                                |
| 30 ноября   | Гавана, Куба $10,000 — Хард Турнир 2009                                        | Мариана Корреа Ангелина Габуева 6-2 7-6(6)                   | Лиза Заммерер Янина Толян                   |
| 30 ноября   | Ла-Серена, Чили $10,000 — Грунт Турнир 2009                                    | Вероника Сепеде Роиг 6-1 6-4                                 | Барбара Руш                                 |
| 30 ноября   | Ла-Серена, Чили $10,000 — Грунт Турнир 2009                                    | Фернанда Брито Вероника Сепеде Роиг 4-6 6-0 [10-6]           | Андреа Кох Бенвенуто Хьяннина Миньери       |
| 30 ноября   | Поса-Рика-де-Идальго, Мексика $10,000 — Хард Турнир 2009                       | Клер де Губернати 6-3 6-2                                    | Хайенн Эвейк                                |
| 30 ноября   | Поса-Рика-де-Идальго, Мексика $10,000 — Хард Турнир 2009                       | Мария-Фернанда Алвес Паула Сабала 6-2 6-0                    | Алессия Камплоне Виктория Киселёва          |
| 30 ноября   | Бендиго, Австралия $25,000 — Хард Турнир 2009                                  | Алисия Молик 6-3 6-4                                         | Ирэна Павлович                              |
| 30 ноября   | Бендиго, Австралия $25,000 — Хард Турнир 2009                                  | Ирэна Павлович Арина Родионова 6-3 7-6(3)                    | Джоселин Рэй Эмилин Старр                   |
| 30 ноября   | Буэнос-Айрес, Аргентина $25,000 — Грунт Турнир 2009                            | Росана де лос Риос 7-5 6-1                                   | Паула Ормаэчеа                              |
| 30 ноября   | Буэнос-Айрес, Аргентина $25,000 — Грунт Турнир 2009                            | Майлен Ору Вероника Спигель 6-0 6-0                          | Фернанда Фариа Паула-Кристина Гонсалвес     |
| 30 ноября   | Пршеров, Чехия $25,000 — Хард(i) Турнир 2009                                   | Клер Фёэрстен 6-7(5) 6-3 6-4                                 | Ксения Лыкина                               |
| 30 ноября   | Пршеров, Чехия $25,000 — Хард(i) Турнир 2009                                   | Сандра Клеменшиц Андрея Клепач 7-6(3) 3-6 [10-7]             | Дарья Юрак Каталин Мароши                   |

### Декабрь
| Дата начала | Турнир                                                            | Чемпионки (Счёт финала)                           | Финалистки                            |
| ----------- | ----------------------------------------------------------------- | ------------------------------------------------- | ------------------------------------- |
| 7 декабря   | Беникарло, Испания $10,000 — Грунт Турнир 2009                    | Лаура Поус-Тио 6-1 6-1                            | Летисия Костас-Морейра                |
| 7 декабря   | Беникарло, Испания $10,000 — Грунт Турнир 2009                    | Ромина Опранди Лаура Поус-Тио 6-4 6-3             | Александра Каданцу Диана Энаке        |
| 7 декабря   | Гавана, Куба $10,000 — Хард Турнир 2009                           | Наоми Броуди 6-2 6-2                              | Валентина Конфалоньери                |
| 7 декабря   | Гавана, Куба $10,000 — Хард Турнир 2009                           | Яна Королёва Паула-Каталина Роблес-Гарсия 6-3 6-4 | Галли де Ваэль Элоди Рогж-Дитрих      |
| 7 декабря   | Сантьяго, Чили $10,000 — Грунт Турнир 2009                        | Ана-Клара Дуарте 6-2 6-0                          | Карла Лусеро                          |
| 7 декабря   | Сантьяго, Чили $10,000 — Грунт Турнир 2009                        | Ана-Клара Дуарте Вероника Спигель 6-1 6-4         | Карла Лусеро Хульета Соледад Родригес |
| 7 декабря   | Халапа-Энрикес, Мексика $10,000 — Хард Турнир 2009                | Джулия Коэн 5-7 6-2 7-5                           | Гира Шофилд                           |
| 7 декабря   | Халапа-Энрикес, Мексика $10,000 — Хард Турнир 2009                | Аманда Финк Элизабет Люмпкин 5-7 6-2 [15-13]      | Доминика Дискова Вивиан Сеньини       |
| 14 декабря  | Кито, Эквадор $10,000 — Грунт Турнир 2009                         | Андреа Гамис 6-1 6-3                              | Мари Элис Касарес                     |
| 14 декабря  | Кито, Эквадор $10,000 — Грунт Турнир 2009                         | Мариана Корреа Андреа Кох Бенвенуто 7-6(3) 6-2    | Алехандра Альварес Мари Элис Касарес  |
| 14 декабря  | Веракрус, Мексика $10,000 — Хард Турнир 2009                      | Сюй Цзеюй 7-5 6-4                                 | Вивиан Сеньини                        |
| 14 декабря  | Веракрус, Мексика $10,000 — Хард Турнир 2009                      | Доминика Дискова Машона Вашингтон 7-5 6-4         | Сюй Цзеюй Ника Кухарчук               |
| 14 декабря  | Винарос, Испания $10,000 — Грунт Турнир 2009                      | Гарбинье Мугуруса-Бланко 6-2 3-0 — отказ          | Эма Бургич                            |
| 14 декабря  | Винарос, Испания $10,000 — Грунт Турнир 2009                      | Линн Схонхаге Элизе Тамаэла 6-3 6-4               | Бенедетта Давато Нурия Паррисас-Диас  |
| 14 декабря  | Al Habtoor Tennis Challenge Дубай, ОАЭ $75,000 — Хард Турнир 2009 | Регина Куликова 7-6(6) 6-3                        | Сандра Заглавова                      |
| 14 декабря  | Al Habtoor Tennis Challenge Дубай, ОАЭ $75,000 — Хард Турнир 2009 | Юлия Гёргес Оксана Калашникова 4-6 6-2 [10-8]     | Владимира Углиржова Рената Ворачова   |